# پارون
پارون مرکز ولایت (استان) نورستان کشور افغانستان است. ولسوالی پارون شامل قسمت شش قریه است.